# Изерло, Эрвин
Эрвин Изерло (нем. Erwin Iserloh, 15 мая 1915 года, Дуйсбург — 14 апреля 1996 года, Мюнстер) — немецкий историк церкви и экуменист.

## Биография
В 1940 году епископ Гален посвятил Эрвина в католические священники. Учился у Йозефа Лорца, основоположника лютеровских исследований в католической школе церковной истории, а также у Хуберта Йедина, автора многотомного труда по истории церкви. В 1954—1964 годах преподавал историю христианства в Трире, затем в Мюнстере. В 1983 году был удостоен звания почётного профессора и в дальнейшем возглавлял Католический экуменический институт.
Помимо собственных монографических исследований, Изерло учредил книжную серию «Corpus Catholicorum», посвящённую трудам немецких католических богословов XVI века, был соредактором специализированных журналов «Theologische Revue» и «Catholica».
Из результатов многолетних исторических изысканий Изерло один привлёк к себе широкое общественное внимание. Тщательно исследовав источники, Изерло установил, что предание о том, что Мартин Лютер собственноручно прибил 95 тезисов к вратам церкви Виттенбергского замка, не имеет под собой никаких документальных оснований: сам Лютер неоднократно сообщал в своих сочинениях, что отправил тезисы почтой архиепископу Майнцскому, а не получив ответа, решился обнародовать их устно и печатно, версия же о прибитом листе с тезисами возникла в позднейших записках соратника Лютера, Меланхтона, который никак не мог быть очевидцем события.

## Труды
- «Лютер между реформой и реформацией. Прибития тезисов не было» (Luther zwischen Reform und Reformation. Der Thesenanschlag fand nicht statt, Мюнстер, 1968
- «Лютер и реформация» (Luther und die Reformation), Ашаффенбург, 1974
- «История и теология реформации» (нем. Geschichte und Theologie der Reformation), Падерборн, 1980